# افغانستان در ۲۰۱۸
حوادث ذیل به ترتیب ماه‌ها در سال ۲۰۱۸ در افغانستان به‌وقوع پیوست.

## متولیان امور
- رئیس‌جمهور: اشرف غنی
- رئیس اجرائیه: عبدالله عبدالله
- رئیس ولسی جرگه: عبدالرؤف ابراهیمی
- رئیس مشرانو جرگه: فضل هادی مسلمیار
- معاون نخست رئیس‌جمهور: عبدالرشید دوستم
- معاون دوم رئیس‌جمهور: سرور دانش
- معاون نخست رئیس اجرائیه: خان محمد
- معاون دوم رئیس اجرائیه: محمد محقق

## حوادث
- جنگ در افغانستان (۲۰۲۱–۲۰۰۱)

### ژانویه
- ۱ ژانویه – یک سرباز نیروهای ویژه ارتش ایالات متحده آمریکا از کندک/گردان دوم، گروه نیروهای ویژه دهم، در جریان گزمه در ولسوالی اچین ولایت ننگرهار براثر شلیک سلاح‌های سبک کشته شد و ۴ سرباز دیگر جراحت برداشتند. همچنین در چنین روزی، نیروهای ویژه افغان بر زندان «قطعه سرخ» طالبان در ولسوالی نهر سراج ولایت هلمند حمله کردند.[۱][۲]
- ۱۶ ژانویه – شورشیان طالبان (به گفته مقامات افغان و سخن‌گوی طالبان گفت از قطعه سرخ طالبان بودند) با استفاده از شب‌بین/دید در شب و تسلیحات هدایت لیزری برای مدت کوتاهی مواضع ارتش افغانستان را در روستا غلام سخی در ولایت قندز تصرف نمودند که در اثر آن ۶ سرباز نیروهای امنیتی و دو افسر پلیس کشته شدند و ۵ تن دیگر زخم برداشتند.[۳]
- ۱۸ ژانویه – نیروهای کماندوی افغان با استفاده از هلی‌کوپتر تهاجمی حمله شبانه را بر زندان طالبان در ولسوالی نوزاد ولایت هلمند انجام دادند که در نتیجه ۵ جنگ‌جوی طالبان «از بین رفتند» و ۱۳ زندانی آزاد شدند.
- ۲۰ ژانویه – نیروهای افغان و آمریکایی بر زندان طالبان در ولسوالی باغران ولایت هلمند حمله نمودند و بیش از ۶۰ زندانی نیروهای امنیتی افغان را نجات دادند. همچنین در چنین روزی، شبه‌نظامیان طالبان یا شبکه حقانی بر هوتل انترکانتینینتال در کابل یورش بردند که در پی آن ۴۰ نفر کشته شدند و بیش از ۲۲ تن دیگر جراحت برداشتند.

### فوریه
- ۱ فوریه – یک واحد عملیات ویژه ارتش افغانستان در همکاری با حملات هوایی ایالات متحده، عملیاتی را علیه طالبان در ولسوالی‌های پنجوایی و میوند ولایت قندهار آغاز کرد. ریاست عمومی امنیت ملی در پیوند به این قضیه گفت که ۵۰ طالب (شامل برخی فرماندهان کلیدی آن‌ها) در این عملیات کشته شدند.[۴]
- ۴ فوریه – یک بمب افگن B-52 ایالات متحده آمریکا ۲۴ بمب هدایت شونده – بیشترین پرتاب بمب توسط بمب افگن B-52 – را بر مرکز آموزشی طالبان در ولایت بدخشان پرتاب کرد. نیروی هوایی گفت که این حملات «سه موضع جنگی-دفاعی را در اطراف این مرکز آموزشی منهدم کرد و توانایی طالبان را در راستای راه اندازی برنامه آموزشی و عملیات‌ها تضعیف نمود».[۵]
- ۸ فوریه – حمله هواپیمای بدون سرنشین ایالات متحده آمریکا بر یک وسیله نقلیه در ولسوالی برمل ولایت پکتیکا، ۴ شبه‌نظامی طالب را از پا درآورد.[۶]
- ۲۴ فوریه – شورشیان طالبان پیش از بامداد بر یک پایگاه نظامی در ولسوالی بالابلوک ولایت فراه حمله کردند و ۱۸ سرباز نیروهای امنیتی افغان را به قتل رسانیدند.[۷]

### مارس
- ۹ مارس – حملهٔ در کابل که داعش مسؤلیت آن را به‌عهده گرفت، دست کم ۹ فرد غیرنظامی کشته شدند و ۱۸ فرد غیرنظامی دیگر زخم برداشتند. بیشتر آن‌ها نه همه‌ای آن‌ها مسلمانان شیعه بودند. همچنین در چنین روزی، ۱۰ سرباز اردوی ملی افغان و ۶ افسر پلیس نیز از سوی طالبان در ولایت تخار به قتل رسیدند.[۸][۹]
- ۱۶ مارس – حمله هوایی نیروهای آمریکایی دو تسهیل‌کنندگان شاخه خراسان داعش را (که معادل رهبران دلگی در این گروه بودند) و در ولایت سرپل باهم دیدار می‌نمودند، کشته شدند. همچنین در چنین روزی، نیروهای ویژه افغان عملیات شبانه را بر مراکز شاخه خراسان داعش در ولایت جوزجان انجام دادند که در اثر آن ۱۳ جنگ‌جو این گروه کشته شدند.
- ۲۶ و ۲۷ مارس – نیروهای عملیات ویژه افغان و آمریکایی عملیات شبانه رادر روستا مغول در ولایت جوزجان به‌راه انداختند که در نتیجه فرمانده شاخه خراسان داعش و یک تروریست دیگر کشته شدند.[۱۰]

### آوریل
- ۵ آوریل – در حمله هوایی نیروهای ایالات متحده آمریکا در ولسوالی بلچراغ ولایت فاریاب، یک فرمانده ارشد شاخه خراسان داعش در افغانستان و یک محافظ وی کشته شد.[۱۱]
- ۱۱ آوریل – نیروهای عملیات‌های ویژه افغان و آمریکایی عملیات شبانه را در ولسوالی دررزاب ولایت جوزجان انجام دادند که طی آن ۲۲ جنگ‌جوی شاخه خراسان داعش کشته شدند. همچنین در چنین روزی، جنگ‌جویان طالبان به مراکز پلیس در ولسوالی خواجه عمری ولایت غزنی حمله کردند. طالبان در این حمله از سلاح‌های سنگین استفاده کردند و این جنگ ۳ ساعت طول کشید تا این‌که نیروهای کمکی افغان به محل رسیدند و طالبان با شنیدن این خبر از محل فرار کردند. این جنگ ۱۴ کشته برجای گذاشت.[۱۲][۱۳]
- ۳۰ آوریل – یک سرباز آمریکایی از کندک/گردان سوم، هنگ ۵۰۹ پیاده‌نظام، گروه جنگی لوای/تیپ ۴ پیاده‌نظام، لشکر ۲۵ پیاده‌نظام در نتیجه شلیک سلاح‌های سبک دشمن در ولسوالی تگاب ولایت کاپیسا جان باخت و یک سرباز دیگر نیروهای آمریکایی زخمی شد.[۱۴][۱۵]

### ژوئیه
- ۱ ژوئیه – یک مهاجم انتحاری ۱۹ نفر را شامل ۱۰ شهروند سیک در بازار حوزه اول پلیس شهر جلال‌آباد کشت.[۱۶][۱۷]
- ۱۲ ژوئیه – جنگ‌جویان طالبان برای انتقام گرفتن اعدام یک فرمانده آن‌ها از سوی داعش، شاخه خراسان داعش را در ولسوالی درزاب در شمال افغانستان مورد حمله قرار دادند. این تنش‌ها به‌زودی اوج گرفت و منجر به جنگ درزاب (در سال ۲۰۱۸) گردید.[۱۸]

### اوت
- ۱ اوت – پس از درگیری شدید داعش با طالبان، بیش از ۲۰۰ جنگ‌جوی این گروه در ولسوالی درزاب به دولت افغانستان تسلیم شدند و ۱۲۸ جنگ‌جوی دیگر آنان به اسارت طالبان درآمدند. پس از تسلیم شدن دسته جمعی داعش، طالبان کنترل کامل قلمروی پیشین داعش را در ولسوالی درزاب به‌دست گرفتند. این رویداد، نمایان‌گر پایان جنگ درزاب (درسال ۲۰۱۸) بود.[۱۹][۲۰]
- ۱۰ اوت – طالبان عملیات حمله گسترده‌ای را به شهر غزنی، ولایتی در جنوب شرق افغانستان آغاز کردند.
- ۱۵ اوت – حمله انتحاری در یک مرکز تعلیمی در کابل ۴۸ کشته برجای گذاشت. این حمله در منطقه شیعه نشین واقع شد و داعش مسؤلیت این حمله به‌دوش گرفت.[۲۱]
- ۲۶ اوت – افراد مسلح ناشناس دو پلیس سرحدی تاجیک را به قتل رسانیدند که متعاقباً یک هواپیمای ناشناس با حمله هوایی بر ولسوالی درقد ولایت تخار که منجر به کشته شدن دست کم ۶ قاچاقچی مشکوک مواد مخدرشد، بر این رویداد پاسخ داد.[۲۲]

### اکتبر
- ۱۸ اکتبر – عبدالرزاق اچکزی، فرمانده پلیس ولایت قندهار پس از دیدار با فرمانده ارشد ایالات متحده آمریکا و ناتو بر اثر تیراندازی مهاجم انتحاری طالبان کشته شد و دو سرباز آمریکایی زخم برداشت. این حمله که در ساختمان دفتر والی قندهار صورت گرفت، به جنرال اسکات میلر آسیبی نرساند ولی رئیس امنیت ملی این ولایت نیز جان باخت.[۲۳]

### نوامبر
- در اثر انفجار یک بمب کنار جاده‌ای در نزدیک ولایت غزنی افغانستان، ۳ سرباز آمریکایی کشته شد و ۳ تن دیگر زخم برداشتند.[۲۴]
- ایالات متحده آمریکا درخواست از افغانستان را برای تأخیر در برگزاری انتخابات ریاست جمهوری ۲۰۱۹ به‌خاطر ادامه گفت‌گوهای صلح با طالبان در نظر گرفت (منبع: وال استریت ژورنال). متعاقباً، محمد حنیف اتمر، مشاور پیشین امنیت ملی افغانستان نام‌زدی خود را در انتخابات ریاست جمهوری اعلام کرد و نشان داد که او به توافق صلح با طالبان قطعاً باور دارد (مجله خبری دیپلمات)[۲۵][۲۶]
- انفجاری یک بمب در داخل مسجد اردوی ملی افغانستان دست کم ۲۷ سرباز اردو را در ولایت جنوب شرقی خوست کشت و ده‌ها تن دیگر را زخمی کرد. چند روز قبل از آن، ۵۵ عالم دین و روحانیون جوان که میلاد حضرت محمد صل الله علیه وسلم را در هوتلی در کابل تجلیل می‌کردند، در اثر انفجار کشته شدند. این نخستین رویداد ثبت شده از حمله به یک مسجد در پایگاه اردوی ملی بود که داعش مسؤلیت آن را به‌دوش گرفت.[۲۷]

### دسامبر
- افغانستان با عقب زدن عراق به عنوان مرگ‌بارترین کشور جهان شد – یک چهارم کل مرگ و میرهای مرتبط با تروریسم در جریان سال ۲۰۱۷ در این کشور اتفاق افتاد.[۲۸]
- ۱ دسامبر – طی حمله هوایی ایالات متحده آمریکا در ولسوالی نوزاد ولایت هلمند، ملا عبدالمنان آخند، والی و و فرمانده نظامی آن‌ها برای ولایت جنوبی هلمند، کشته شد.[۲۹]
- ۳ دسامبر – زلمی خلیل‌زاد، نماینده ویژه ایالات متحده آمریکا در امور صلح افغانستان به ۸ کشور سفر کرد تا دربارهٔ مذاکرات با طالبان بحث نماید – او به کشورهای افغانستان، پاکستان، روسیه و امارات متحده عربی سفر خواهد کرد و طبق سخن طالبان قبلاً چندین بار با مقامات ارشد طالبان گفت‌گو کرده‌است.[۳۰]
- ۶ دسامبر – طالبان یک حمله هماهنگ شده را در دو پوسته اردوی ملی افغانستان در ولایت غربی هرات انجام دادند که در نتیجه ۱۴ سرباز افغان کشته شدند.[۳۱]
- ۱۸ دسامبر – دونالد ترامپ علی‌رغم مخالفت مشاورین نظامی‌اش، به نیروهای خود در افغانستان دستور داد تا نیمی از سربازان خود را از این کشور خارج کنند. خروج نزدیک به ۷ هزار سرباز ممکن ماه‌ها را دربر گیرد.[۳۲]
- ۲۴ دسامبر – در اثر انفجار و حمله بر یک ساختمان دولتی در کابل، بیش از ۴۰ نفر کشته شدند که بیشتر شان کارمندان دولتی بودند. اما هیچ گروهی مسؤلیتی آن را به‌عهده نگرفت.[۳۳]

## کشته شدگان
- ۳۰ آوریل – شاه مری، روزنامه‌گار و عکاس
- ۲ سپتامبر – شعیب مرادف (متولد ۱۹۸۵)، از افراد برجسته کماندو در سانحه هواپیما نظامی در شمال افغانستان[۳۴]
- ۳ سپتامبر – جلال الدین حقانی (متولد ۱۹۳۹) جنگ‌جو، بنیان‌گذار شبکه حقانی[۳۵]
- ۵ سپتامبر – صمیم فرامرز (متولد ۱۹۹۰)، گزارش‌گر تلویزیون، در جریان پوشش زنده از انفجاری در کابل همراه با رامز احمدی فیلم‌بردار کشته شد.[۳۶]
- ۱۷ اکتبر – عبدالجبار قهرمان، جنرال اسبق، در جریان کارزار انتخابات پارلمانی از سوی طالبان ترور شد.[۳۷]
- ۱۸ اکتبر – سرتیپ عبدالرزاق اچکزی (۱۹۷۹)، حین دیدار با همتایان آمریکایی‌اش از سوی طالبان ترور شد.